# Strike Back: Vengeance
Strike Back: Vengeance es una serie de televisión británico-estadounidense estrenada el 17 de agosto de 2012 por medio de Cinemax y el 2 de septiembre del mismo año por Sky. Es la tercera temporada de la serie Strike Back.
La serie fue renovada para una tercera temporada, Strike Back: Shadow Warfare, la cual se estrenó en el 2013.

## Historia
La serie se centra en los sargentos Michael Stonebridge y Damien Scott. Ambos deberán de enfrentarse a Conrad Knox quien utiliza su organización para limpiar las calles de África quitándoles sus armas para hacer su propia milicia y que utiliza a sus mercenarios Karl Matlock, Craig Hanson y Jessica Kohl para deshacerse de todo aquel que le impida explotar sus bombas nucleares. Mientras tanto Michael deberá enfrentar su propia lucha, ya que buscará vengarse de Craig Hanson quien asesina a su esposa Kerry Stonebridge.

## Episodios
| N.º en serie | N.º en temp. | Título       | Dirigido por       | Escrito por     | Fecha de emisión (EE. UU.) | Fecha de emisión (Reino Unido) |
| ------------ | ------------ | ------------ | ------------------ | --------------- | -------------------------- | ------------------------------ |
| 17           | 1            | «Episode 1»  | Bill Eagles        | Tony Saint      | 17 de agosto de 2012       | 2 de septiembre de 2012        |
| 18           | 2            | «Episode 2»  | Bill Eagles        | Tony Saint      | 17 de agosto de 2012       | 9 de septiembre de 2012        |
| 19           | 3            | «Episode 3»  | Paul Wilmshurst    | James Dormer    | 24 de agosto de 2012       | 16 de septiembre de 2012       |
| 20           | 4            | «Episode 4»  | Paul Wilmshurst    | James Dormer    | 31 de agosto de 2012       | 23 de septiembre de 2012       |
| 21           | 5            | «Episode 5»  | Julian Holmes      | Richard Zajdlic | 7 de septiembre de 2012    | 30 de septiembre de 2012       |
| 22           | 6            | «Episode 6»  | Julian Holmes      | Richard Zajdlic | 14 de septiembre de 2012   | 7 de octubre de 2012           |
| 23           | 7            | «Episode 7»  | Michael J. Bassett | John Simpson    | 21 de septiembre de 2012   | 14 de octubre de 2012          |
| 24           | 8            | «Episode 8»  | Michael J. Bassett | John Simpson    | 28 de septiembre de 2012   | 21 de octubre de 2012          |
| 25           | 9            | «Episode 9»  | Bill Eagles        | Tony Saint      | 5 de octubre de 2012       | 28 de octubre de 2012          |
| 26           | 10           | «Episode 10» | Bill Eagles        | Tony Saint      | 5 de octubre de 2012       | 4 de noviembre de 2012         |

## Personajes
| Actor              | Personaje                  | Ocupación                          | N.º de episodios | Duración |
| ------------------ | -------------------------- | ---------------------------------- | ---------------- | -------- |
| Sullivan Stapleton | Damien Scott               | Sargento de la Sección 20          | 10               | 2012     |
| Philip Winchester  | Michael "Mike" Stonebridge | Sargento de la Sección 20          | 10               | 2012     |
| Liam Garrigan      | Liam Baxter                | Sargento de la Sección 20          | 10               | 2012     |
| Rhona Mitra        | Rachel Dalton              | Jefa y comandante de la Sección 20 | 10               | 2012     |
| Michelle Lukes     | Julia Richmond             | Sargento de la Sección 20          | 10               | 2012     |

### Personajes recurrentes
| Actor          | Personaje      | Ocupación                                    | N.º de episodios | Duración |
| -------------- | -------------- | -------------------------------------------- | ---------------- | -------- |
| Stephanie Vogt | Christy Bryant | Oficial de la CIA                            | 6                | 2012     |
| Olivia Grant   | Ava Knox       | Directora de la fundación Conrad Knox        | 4                | 2012     |
| Tracy Ifeachor | Lilian Lutulu  | Empleada de la campaña demócrata de Zimbabue | 2                | 2012     |
| Lyne Renée     | Rebecca Levi   | Agente del Mossad                            | 2                | 2012     |
| Laëtitia Eïdo  | Markunda       | Líder de la tribu "Tuareg"                   | 2                | 2012     |

### Antiguos personajes
| Actor            | Personaje         | Ocupación                                 | Episodios | Duración | Estado | Causa                                                  |
| ---------------- | ----------------- | ----------------------------------------- | --------- | -------- | ------ | ------------------------------------------------------ |
| Charles Dance    | Conrad Knox       | Fundador de la fundación Conrad Knox      | 10        | 2012     | Muerto | se suicidó dándose un disparo                          |
| Shane Taylor     | Craig Hanson      | Contratista militar (mercenario) y ex-SAS | 10        | 2012     | Muerto | asesinado por Michael Stonebridge                      |
| Vincent Regan    | Karl Matlock      | Mercenario                                | 10        | 2012     | Muerto | asesinado por Craig Hanson                             |
| Nyasha Hatendi   | Christian Lucas   | Abogado defensor                          | 1         | 2012     | Muerto | asesinado por Conrad Knox                              |
| Natalie Becker   | Jessica Kohl      | Francotiradora y mercenaria               | 8         | 2012     | Muerta | asesinada por Michael Stonebridge                      |
| Eamonn Walker    | Walter Lutulu     | Político                                  | 2         | 2012     | Muerto | asesinado por un asesino enviado por Conrad Knox       |
| Nick Reding      | Joseph Dreyer     | Oficial sudafricano corrupto              | 2         | 2012     | Muerto | asesinado por Julia Richmond                           |
| Rashan Stone     | Oliver Sinclair   | Comandante del Sector 20                  | 7         | 2012     | Muerto | asesinado por mercenarios sudafricanos                 |
| Paul Freeman     | Peter Evans       | excientífico de armas nucleares           | 2         | 2012     | Muerto | asesinado por Rebecca Levi                             |
| Saïd Taghmaoui   | Othmani           | Medio hermano de Soldat                   | 2         | 2012     | Muerto | se suicidó activando unos explosivos                   |
| Farid Elouardi   | El Soldat         | Líder de Al Qaeda                         | 2         | 2012     | Muerto | asesinado por Othmani                                  |
| Alexandra Moen   | Kerry Stonebridge | Esposa de Michael                         | 2         | 2012     | Muerta | asesinada por Craig Hanson de un disparo en la espalda |
| Tim Pigott-Smith | Patrick Burton    | Diplomático británico                     | 2         | 2012     | Muerto | asesinado por un terrorista somalí.                    |
| Anthony Oseyemi  | Waabri            | Diplomático británico                     | 2         | 2012     | Muerto | asesinado por Karl Matlock                             |
| Cerith Flinn     | Jake Hanson       | Oficial de entrenamiento del SAS          | 2         | 2012     | Muerto | asesinado por Michael Stonebridge                      |
| Andy Lucas       | Keemal            | Miembro del régimen de Gaddafi            | 2         | 2012     | Muerto | asesinado por Karl Matlock                             |

## Producción
El programa es la tercera parte de Strike Back: Project Dawn estrenada en el 2011, la cual es la segunda parte de Chris Ryan's Strike Back estrenada en el 2010.
La serie fue renovada para una cuarta temporada la cual se estrenó en el 2013 y contará con el regreso de los actores Sullivan Stapleton, Philip Winchester, Rhona Mitra, Liam Garrigan y Michelle Lukes. A ellos se les unirán los actores Dougray Scott quien interpretara al oficial James Leatherby, Robson Green quien interpretará a un nuevo miembro de la sección 20 y Milauna Jackson como un hombre que se cruza en el camino del equipo que lucha contra el terrorismo.